# 三島弥彦
三島 弥彦（みしま やひこ、旧字体：三島 彌彥、1886年（明治19年）2月23日 - 1954年（昭和29年）2月1日）は、明治期の陸上選手、銀行家。日本初のオリンピック代表選手として1912年開催のストックホルムオリンピックにマラソンの金栗四三と共に参加した。父は警視総監の三島通庸、兄に銀行家の三島弥太郎、甥に三島通陽がいる。妻は鍋島直柔の五女・文子。

## 経歴
東京府三田四国町に、三島家6男6女の五男（女子を含めると11番目）として出生し、長兄・彌太郎とは19歳も離れていた。弥彦は妾の子で、父・通庸の正妻である和歌子は実子と分け隔てなく育てたとも言われるが、同居していた姪の梅子によると子供の目にもわかるほど扱いには各段の差があったという。後、麹町区（現・東京都千代田区）で育つ。
2歳のとき父を失う。
1891年（明治24年）9月に学習院初等科に入学。初等学科から中等学科・高等学科を経る。スポーツを通じては同級生の二荒芳徳と親しくなる。
1897年（明治30年）７月、初等科を卒業。
1904年（明治37年）７月、中等科を卒業。
1906年（明治39年）、陸軍省および文部省が企画した学習院の満州教員視察旅行に参加。
1907年（明治40年）７月、高等科を卒業し、9月に東京帝国大学法科大学（現・東京大学法学部）に進学した。なお、学習院から東京帝大には無試験で進学している。在学中に天狗倶楽部に入会。
成人男性の平均身長が155cm前後だった時代に170cmを超える長身を誇り、学習院時代には野球部でエース兼主将、ボート部でも一軍選手になっており、東大時代にはスキー術を修め、この他に柔道は二段、乗馬と相撲も行い、またスケートも大会に出場する程度には上手いなど、スポーツに対する造詣浅からぬ青春時代を過ごした。スキーに関しては、日本に初めてスキーを伝えたテオドール・エードラー・フォン・レルヒから直接指導を受けて習得し、レルヒから「プレジデント」というあだ名を付けられた。また、プレイヤーとしてだけではなく、審判も早慶戦で多く務めている。
1911年（明治44年）、冬、諏訪湖へアイススケートへ行く。11月、陸上競技に夢中になりつつあった頃、スウェーデンのストックホルムで開かれる第5回国際オリンピック大会代表を決める「国際オリムピック大会選手予選会」が羽田運動場で挙行されることになり、審判委員として来場するよう要請があった。要請には答えなかったが、このようなイベントがあることを知り、元々スポーツが大好きであったから、来場のうえ外野で学友と観戦しようと決め込んでいた。ところが、後に本人が語るところによれば「生来の好戦癖はムクムクと起って、到底ジッとして傍観しては居られぬ。久しく練習も絶えていたけれども、兎にも角にも交はって走って見やう」という考えで飛び入り参加し、100m、400m、800mの各短距離徒競走に参加。100mでは十二秒台、400ｍでは五十九秒六という当時の日本人としては好記録でいずれも第一位となる。200mでは第二位を獲得。
予選会では、立高跳び優勝の後藤欣一、立幅跳び優勝の泉谷祐勝、走幅跳び優勝の霜田守三などの選手もいたが、選手団をストックホルムまで送る予算の都合などもあり、マラソンおよび10000mに出場が予定された金栗四三と三島の二人が選手に選ばれる。三島は、当時の相場で1800円になる渡航費用を自弁できると見込まれたことも、選ばれた理由だった。実際に三島は、3500円を持参している（一方、資産の乏しい金栗は、兄（実次）に「田畑を売ってでも工面する」と激励されたが、在籍していた東京高等師範学校の仲間による寄付などで1500円をまかない、自己負担は300円で済んだ）。以後毎週土曜日、金栗と二人してアメリカ大使館書記官キルエソン（キルジャソフとも）に師事して、陸上競技の様々な技法、心得を学び、例えば400mは予選競技会時の59秒30が50秒台にまで縮まった。
しかし三島は「『かけっこ』如きで洋行してよいものか」という自己内部の迷妄、欧米人のスポーツショーに官立学校の生徒が派遣されると誤解した文部省の無理解に苦しめられるが、学友や帝大総長・濱尾新の励ましに後押しされ、卒業試験延期をも決して、五輪出場の意を固めた（弥彦の在学していた頃の東大法科の修業年限は3年だったが、弥彦は既に5年目に入っていた）。
1912年（明治45年）5月16日、家族や三島が所属していたスポーツ社交団体の天狗倶楽部や野球試合で縁のある慶應義塾野球部のOB会である「東京倶楽部」のメンバーらが見送るなか、新橋駅（現・汐留貨物駅跡）からストックホルムへと旅立った。母・和歌子はユニフォームに手縫いで日の丸を付け、弥彦に手渡した。6月2日にストックホルムに到着、金栗にタイムを計ってもらったり、逆に金栗の練習に付き合ったりと2人で支え合って練習を積んだ。この間、右脚を痛めており、いわゆるシンスプリントだったと見られている。
1912年（明治45年）7月6日、旗手として開会式に登場した。出場選手わずか2名のため、行列人数が非常に少なく蕭条の観があったが、かえって群集の同情をひいた、と日本人記者は報じている。金栗が「NIPPON」と書いたプラカードを持ち、三島が日章旗を持って行進した。二人とも白の半袖ユニフォームにパンツ姿だったが、弥彦は黒のソックス、金栗は黒足袋だったという。
当日午後、短距離予選に出場したが、最初の100m予選でトップに1秒以上の差をつけられ敗退。スウェーデンではキルエソン書記官の助言を得ることもできないためすっかり意気消沈し、金栗に「金栗君。日本人にはやはり短距離は無理なようだ」と語った。後年三島は、スタートダッシュは成功し、「こりゃ勝てる」と思ったのも束の間、50mあたりからスーッと抜かれたと振り返っている。

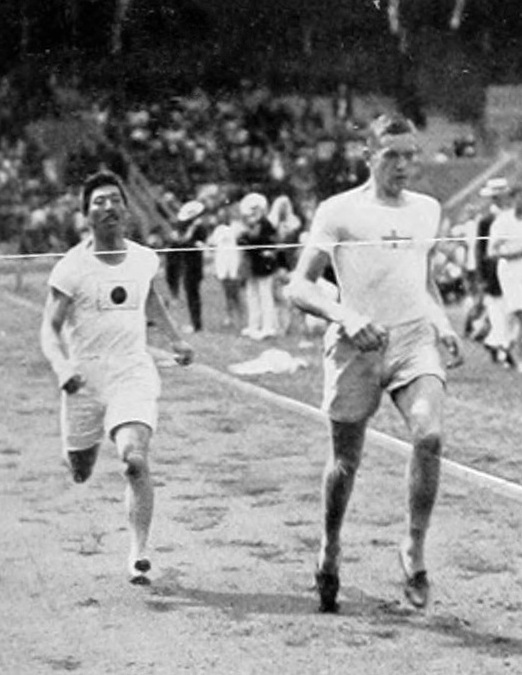
400m予選で力走する三島

つづく200m予選は英米独3選手に敗れ最下位となった。400m予選は100m、200mで金メダルを取ったラルフ・クレイグ（アメリカ）が他選手に謙譲して棄権したこともあり、準決勝進出の権利を得たが、「右足の痛み激しきが為」に棄権した。近年の資料では「精神的肉体的困憊のため」あるいは「勝機無しと見たため」を理由に掲げるものの方が多い。
金栗の競技も終えると、嘉納治五郎、金栗と語らって4年後のベルリン大会での雪辱を誓い、閉会式を待たずに出国。甥には『競争はとうとう敗けてしまいました。米国の人が殆ど走りこ（※走りっこ）では皆勝ちました』と絵葉書で書き送った。後に「私たちのやっているのはカケッコで、外国選手のやっているのはレースだった」と振り返っている。だが、「かく吾々全部失敗に終わりましたが、吾々が此大会に選出されたと云ふことは決して無駄ではなかった。否幾多尊き教訓とよき経験を得て、大に後の為になったと信ずるのであります」とも回顧している。
三島は次大会開催国であるドイツのハンブルグに向かった。ここでオリンピック会場などの視察をした後、砲丸や槍などの日本ではまだ知られていないスポーツ用品を買い込み、フランスのパリへ寄りエッフェル塔を観光するなどした。
その後、ベルリン大会は第一次世界大戦で中止となり、大会自体が8年間、中断する。
1913年（大正2年）2月7日に帰国した。7月、帝大を卒業して兄・彌太郎のいる横浜正金銀行に入行。大学卒業以降は、スポーツは趣味として嗜み、ゴルフやテニス、狩猟を楽しんだ。
陸上競技の後進育成にも関心を示し、同年9月、大日本体育協会（体協、現・日本スポーツ協会）の総務理事・評議員に就任、10月には陸上トラック部門の常務委員に就任。11月、横浜正金銀行本店からサンフランシスコ支店に赴任。
1914年（大正３年）、横浜正金銀行ニューヨーク出張所へ転勤。
1918年（大正７年）12月、ロンドン支店に着任。ロンドン支店勤務時代には、オリンピックに出場した著名なアスリートとしてイギリス人から丁重に扱われたという。その後、北京支店と漢口支店で支配人代理の後、スマラン支店副主となる。
1920年（大正9年）、1920年アントワープオリンピックを前にイギリスを訪問した金栗と再会し、旧交を温めた。アントワープ大会は開催されたが、彼は34歳とアスリートにしてはオリンピックに出場できるような肉体を失っていたためか、予選にも姿を見せなかった。同年、横浜正金銀行本店に転勤。
1922年（大正11年）４月、来日した英国皇太子エドワードと摂政宮裕仁親王が駒沢の東京ゴルフ倶楽部に行啓した際、拝謁。
1923年（大正12年）1月に旧肥前蓮池藩主家の子爵鍋島直柔の五女・文子と結婚した。結婚後の一時期を蒲田にあった三島家別邸で過ごす。５月、北京支店支配人代理に就任。12月、北京にて長男・通直誕生。
1924年（大正13年）、母・和歌子が死去。
1928年（昭和３年）、上海支店支配人代理に就任。
1930年（昭和５年）、漢口支店支配人代理に就任。
1935年（昭和10年）、本店副支配人に就任。
1936年（昭和11年）、ベルリンオリンピックの国内最終選考会では審判長を務める。６月、日本放送協会の東京中央放送局第二放送にて、「日本が参加した頃」と題した自身のオリンピック参加の回顧談を放送。
1937年（昭和12年）、青島支店の支配人に就任。
1939年（昭和14年）本店に戻り検査人に就任。
1940年（昭和15年）、東京オリンピックの招致成功（後に返上）時も体協評議員として見届けた。４月、支那事変における功績により大杯を授与される。５月、本店の検査人に就任。
1941年（昭和16年）、バタビヤ支店の支配人に就任。
1943年（昭和18年）、2月に横浜正金銀行を退社、帝国蚕糸倉庫監査役に就任する。
1948年（昭和23年）、大日本体育協会会賓に就任。
1951年（昭和26年）、福貿易会社取締役社長に就任。
1952年（昭和27年）９月１日、東龍太郎により第七回国民体育大会の陸上競技大会役員に任命される。
1953年（昭和28年）、石丸証券取締役社長に就任。

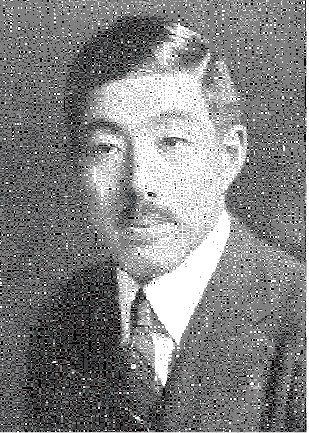
体協理事・三島弥彦

1954年（昭和29年）2月1日に、目黒区で死去。それまでメディアに登場したことはほとんどなかった。ただ、1952年ヘルシンキオリンピックで、日本のオリンピック復帰が認められたのに前後して、三島も『産業經済新聞』、週刊『スポーツ毎日』の取材に応じている。家族に対してもオリンピックのことを進んで話題にはせず、長男の妻・まり子によると「私が聞くまで五輪に出場したことさえ話さなかった。聞いたら『出たよ』ってそれっきり」だったという。まり子は1964年東京オリンピックでIOCのアベリー・ブランデージ会長の通訳を務めるが、弥彦と親しかった東龍太郎・東京都知事がまり子を弥彦の娘と勘違いして抜擢したという説がある。
弥彦の死は突然であった。1954年（昭和29年）1月30日に心臓の疼痛を感じるも、そのまま来客の応対をこなし、読書をして過ごした。2月1日の朝に意識を失い、午前7時に亡くなった。死因は動脈硬化と解離性動脈瘤による心臓内の出血であった。墓所は青山霊園。

## 人物
育ちのためか、性格はスポーツマンにしてはおっとりしていた。天狗倶楽部の中心人物であった小説家の押川春浪は「三島君は大の楽天家である。暢気な先生である。度量の大きい、些事に無頓着なあくまでも鷹揚な人である」と評している。
また、多方面に通じたスポーツマンであったことから学生や若者からの人気は高く、雑誌『冒険世界』が行った「痛快男子十傑投票」という読者投稿企画では、運動家部門で1位に選ばれている。
妻の文子の祖父は、幕末の肥前佐賀藩主、鍋島直正である。また、生家の三島家を通して、元勲・大久保利通、首相経験者の吉田茂、麻生太郎両名とも親戚である。なお、麻生太郎は1976年のモントリオール五輪に日本代表として出場している。

## 関連作品
『いだてん〜東京オリムピック噺〜』（2019年 演：生田斗真）　日本初のオリンピック出場者として生田演じる弥彦が登場する。